# Helenieae
 Helenieae  Lindl., 1829 è una tribù di piante angiosperme dicotiledoni della famiglia delle Asteraceae (sottofamiglia Asteroideae).

## Etimologia
Il nome della tribù deriva da un suo genere (Helenium L., 1753) la cui etimologia deriva dal personaggio mitologico della Grecia antica Elena di Troia. Linneo che per primo usò questo nome per un genere botanico si rifece alla leggenda secondo la quale le lacrime di Elena cadendo a terra fecero nascere spontaneamente dei fiori.
Il nome scientifico di questa tribù è stato definito per la prima volta dal botanico inglese John Lindley (1799 – 1865) in una pubblicazione del 1829 (in J.C. Loudon, Encycl. Pl.: 1074. ).

## Descrizione

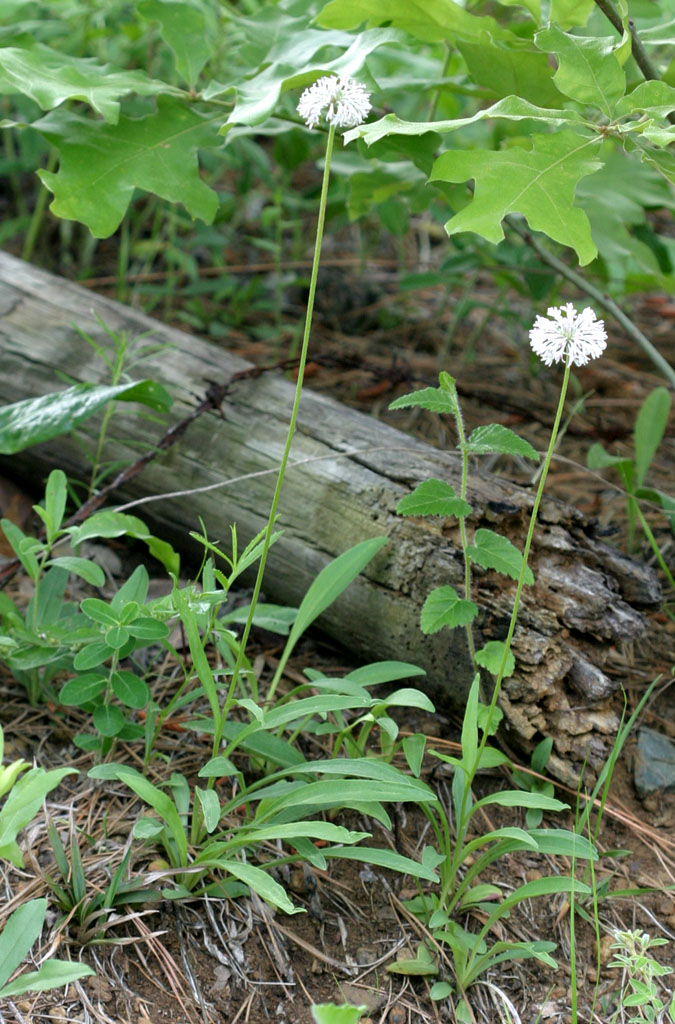
Il portamento
Marshallia obovata

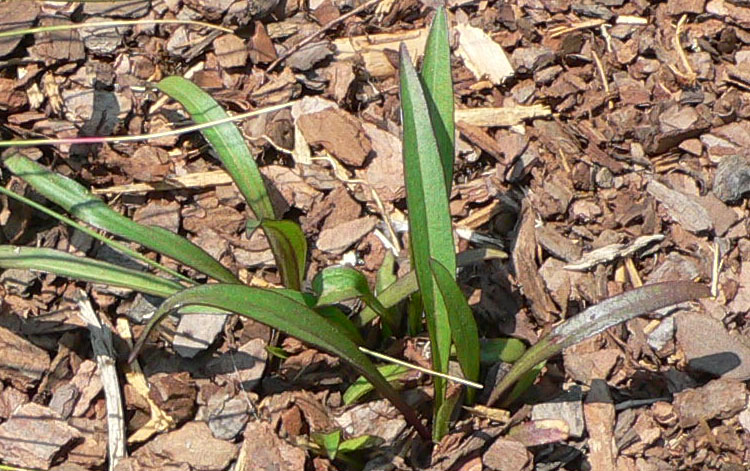
Le foglie
Marshallia graminifolia

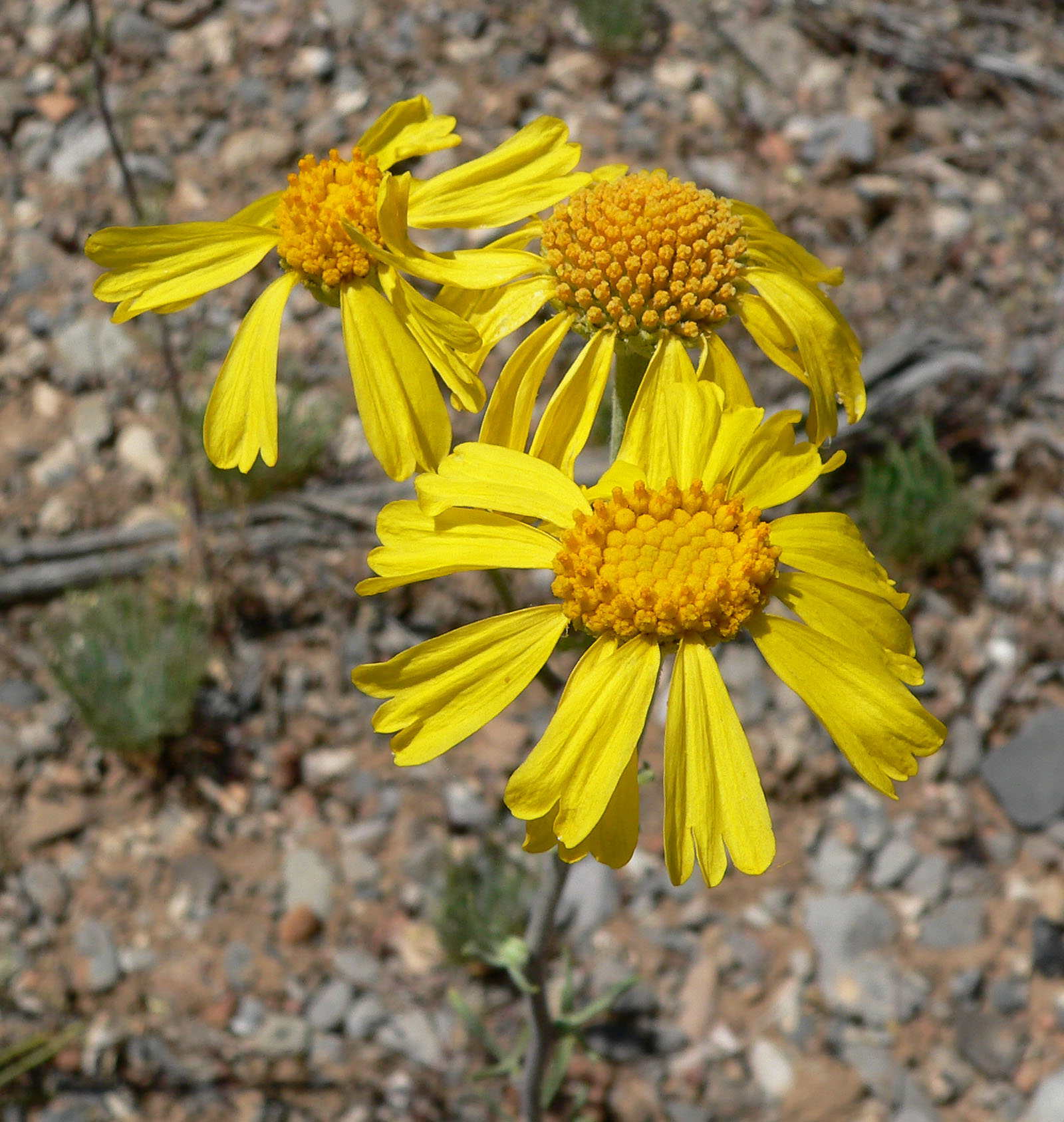
Infiorescenza
Hymenoxys lemmonii

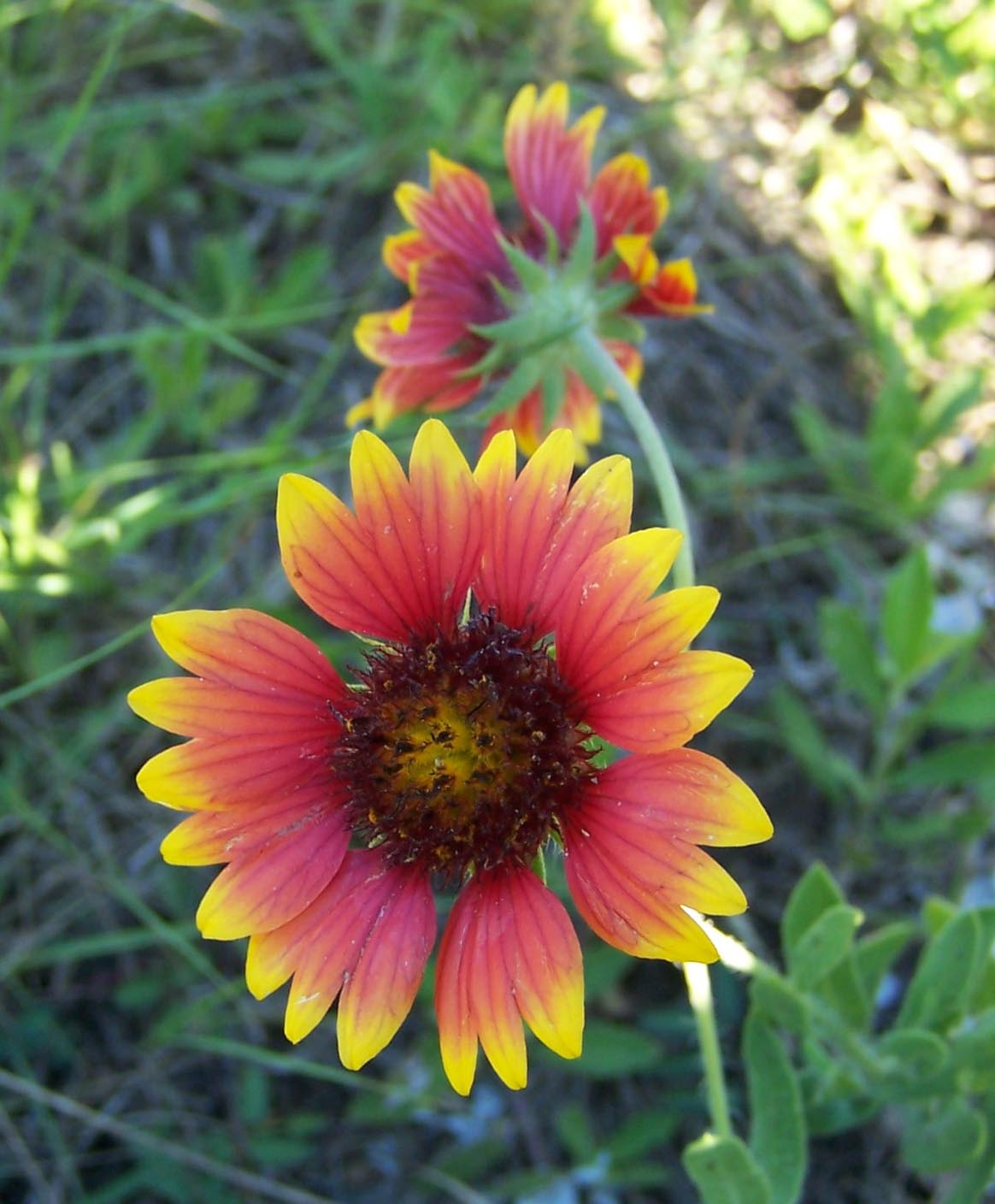
I fiori
Gaillardia pulchella

Portamento. Le piante di questa tribù hanno un habitus di tipo erbaceo, raramente arbustivo. I cicli biologici sono annuali, bienni o perenni. Sono inoltre piante senza lattice.
Fusto. La parte aerea in genere è eretta, semplice o ramosa. 
Foglie.  le foglie lungo il caule in genere sono disposte in modo alternato (raramente opposto). Quelle inferiori e basali sono picciolate; quelle superiori sono eventualmente sessili o subsessili. La lamina può essere da intera a pennatifida con forme che variano da lineari a lanceolate (raramente ovate). La superficie varia da glabra a densamente bianco-lanosa.
Infiorescenza. Le sinflorescenze sono sia scapose che composte da diversi capolini raccolti in formazioni corimbose. Le infiorescenze vere e proprie sono composte da un capolino terminale peduncolato o sesile di tipo generalmente radiato o raramente discoide, normalmente con fiori eterogami. I capolini sono formati da un involucro, con forme da cilindriche a campanulate (o globose), composto da diverse brattee, al cui interno un ricettacolo fa da base ai fiori di due tipi: fiori del raggio e fiori del disco. Le brattee, piatte e a consistenza erbacea, sono disposte in modo più o meno embricato su più serie. Il ricettacolo varia da piatto a convesso o anche globoso; normalmente è privo di pagliette a protezione della base dei fiori (raramente ne è provvisto); la base talvolta è alveolata.
Fiori.  I fiori sono tetra-ciclici (formati cioè da 4 verticilli: calice – corolla – androceo – gineceo) e pentameri (calice e corolla formati da 5 elementi). Si distinguono in:
- fiori del raggio (esterni): sono femminili e sono disposti su una o più serie; la forma è ligulata (zigomorfa); possono essere fertili o sterili;
- fiori del disco (centrali): sono più numerosi con forme brevemente tubulose (attinomorfe); sono ermafroditi o raramente sono funzionalmente maschili.

- Formula fiorale:

*/x K {\displaystyle \infty }, [C (5), A (5)], G 2 (infero), achenio 
- Calice: i sepali del calice sono ridotti ad una coroncina di squame.

- Corolla:

- fiori del raggio: la forma della corolla alla base è più o meno tubulosa-imbutiforme, mentre all'apice è ligulata; la ligula può terminare con alcuni denti da 3 a 5 con apici ottusi o troncati; i colori sono giallo, bianco, rosso o viola;
- fiori del disco: la forma è tubulare/campanulata bruscamente divaricata in 5 lobi; i lobi, patenti o eretti, hanno una forma deltata o più o meno lanceolata; la superficie può essere glabrescente o densamente pubescente; delle venature possono arrivare fin quasi all'apice dei lobi; i colori sono giallo, bianco o rosso.

- Androceo: l'androceo è formato da 5 stami sorretti da filamenti generalmente liberi; gli stami sono connati e formano un manicotto circondante lo stilo; le teche, produttrici del polline, alla base sono troncate e sono lievemente auricolate; molto raramente sono speronate o hanno una coda. Le appendici delle antere variano da strettamente ovate a rotonde o fortemente carenate; le cellule delle appendici sono per lo più sclerificate. Il tessuto endoteciale, rivestimento interno dell'antera, è quasi sempre polarizzato con due superfici distinte: una verso l'esterno e una verso l'interno. Il polline è sferico con un diametro medio di circa 25 micron;  è tricolporato con tre aperture sia di tipo a fessura che tipo isodiametrica o poro ed è echinato con punte sporgenti e divergenti.

- Gineceo: l'ovario è infero uniloculare formato da 2 carpelli. Lo stilo, il recettore del polline, è profondamente bifido con due stigmi divergenti e con le linee stigmatiche marginali separate e parallele. I due bracci dello stilo hanno una forma da lanceolata a deltoide e possono essere papillosi o ricoperti da ciuffi di peli.

Frutti. I frutti sono degli acheni con pappo;
- achenio: gli acheni dei fiori del disco sono più o meno tutti uguali, a forma clavata o affusolata; la superficie è da glabra a densamente pubescente, qualche volta con tricomi ghiandolari;
- pappo: il pappo in genere è formato da diverse scaglie a forma subquadrata o raramente triangolare con apici aristati o acuminati, oppure è formato da molte setole libere o connate in mezzo a scaglie; raramente è assente.

## Biologia
Impollinazione: l'impollinazione avviene tramite insetti (impollinazione entomogama tramite farfalle diurne e notturne).

Riproduzione: la fecondazione avviene fondamentalmente tramite l'impollinazione dei fiori (vedi sopra).

Dispersione: i semi (gli acheni) cadendo a terra sono successivamente dispersi soprattutto da insetti tipo formiche (disseminazione mirmecoria). In questo tipo di piante avviene anche un altro tipo di dispersione: zoocoria. Infatti gli uncini delle brattee dell'involucro (se presenti) si agganciano ai peli degli animali di passaggio disperdendo così anche su lunghe distanze i semi della pianta. Inoltre per merito del pappo (se presente) il vento può trasportare i semi anche a distanza di alcuni chilometri (disseminazione anemocora).

## Distribuzione e habitat
Le specie di questa tribù si trovano esclusivamentein America.

## Sistematica
La famiglia di appartenenza di questa voce (Asteraceae o Compositae, nomen conservandum) probabilmente originaria del Sud America, è la più numerosa del mondo vegetale, comprende oltre 23.000 specie distribuite su 1.535 generi, oppure 22.750 specie e 1.530 generi secondo altre fonti (una delle checklist più aggiornata elenca fino a 1.679 generi). La famiglia attualmente (2021) è divisa in 16 sottofamiglie; la sottofamiglia Asteroideae è una di queste e rappresenta l'evoluzione più recente di tutta la famiglia.

### Filogenesi
La tribù di questa voce è una delle 21 tribù della sottofamiglia Asteroideae). Da un punto di vista filogenetico, la tribù Helenieae fa parte del supergruppo "Asteroideae grade" (o supertribù "Asteroidae"); l'altro è il supergruppo "Non-Asteroideae" . All'interno del supergruppo è vicina alle tribù Inuleae, Athroismeae e Feddeeae.
Questo gruppo si distingue soprattutto per le brattee involucrali disposte su 1 – 3 serie, per le teche delle antere che sono spesso annerite e senza speroni e code, per la presenza di peli sotto la divisione dello stilo, per i rami dello stilo (gli stigmi) s'incurvano a maturità e per le appendici dello stilo che sono solitamente più corte della porzione stigmatica (tranne in Eupatoriaea).
In base alle ultime ricerche nella tribù sono stati individuati 5 principali lignaggi o sottotribù. Il cladogramma seguente, tratto dallo studio citato e semplificato, mostra una possibile configurazione filogenetica della tribù (in base al tipo di DNA analizzato sono possibili altre strutture filogenetiche più o meno simili).
|  | \| \| tribù Heliantheae, Madieae, Perityleae, Eupatorieae, Polymnieae e Millerieae \| \| \| \| \| \| tribù Neurolaeneae, Tageteae, Bahieae e Chaenactideae \| \| \| \| |
|  | |
|  | tribù Coreopsideae |
|  | |
|  | tribù Heliantheae, Madieae, Perityleae, Eupatorieae, Polymnieae e Millerieae                                                                                           |
|  | |
|  | tribù Neurolaeneae, Tageteae, Bahieae e Chaenactideae |
|  | |

|  | tribù Heliantheae, Madieae, Perityleae, Eupatorieae, Polymnieae e Millerieae |
|  |                                                                              |
|  | tribù Neurolaeneae, Tageteae, Bahieae e Chaenactideae                        |
|  |                                                                              |

|  | \| \| sottotribù Gaillardiinae \| \| \| \| \| \| sottotribù Tetraneurinae \| \| \| \| |
|  |                                                                                       |
|  | sottotribù Plateileminae                                                              |
|  |                                                                                       |
|  | sottotribù Gaillardiinae                                                              |
|  |                                                                                       |
|  | sottotribù Tetraneurinae                                                              |
|  |                                                                                       |

|  | sottotribù Gaillardiinae |
|  |                          |
|  | sottotribù Tetraneurinae |
|  |                          |

|  | \| \| sottotribù Gaillardiinae \| \| \| \| \| \| sottotribù Tetraneurinae \| \| \| \| |
|  |                                                                                       |
|  | sottotribù Plateileminae                                                              |
|  |                                                                                       |
|  | sottotribù Gaillardiinae                                                              |
|  |                                                                                       |
|  | sottotribù Tetraneurinae                                                              |
|  |                                                                                       |

|  | sottotribù Gaillardiinae |
|  |                          |
|  | sottotribù Tetraneurinae |
|  |                          |

|  | \| \| sottotribù Gaillardiinae \| \| \| \| \| \| sottotribù Tetraneurinae \| \| \| \| |
|  |                                                                                       |
|  | sottotribù Plateileminae                                                              |
|  |                                                                                       |
|  | sottotribù Gaillardiinae                                                              |
|  |                                                                                       |
|  | sottotribù Tetraneurinae                                                              |
|  |                                                                                       |

|  | sottotribù Gaillardiinae |
|  |                          |
|  | sottotribù Tetraneurinae |
|  |                          |

|  | \| \| sottotribù Gaillardiinae \| \| \| \| \| \| sottotribù Tetraneurinae \| \| \| \| |
|  |                                                                                       |
|  | sottotribù Plateileminae                                                              |
|  |                                                                                       |
|  | sottotribù Gaillardiinae                                                              |
|  |                                                                                       |
|  | sottotribù Tetraneurinae                                                              |
|  |                                                                                       |

|  | sottotribù Gaillardiinae |
|  |                          |
|  | sottotribù Tetraneurinae |
|  |                          |

|  | \| \| tribù Heliantheae, Madieae, Perityleae, Eupatorieae, Polymnieae e Millerieae \| \| \| \| \| \| tribù Neurolaeneae, Tageteae, Bahieae e Chaenactideae \| \| \| \| |
|  | |
|  | tribù Coreopsideae |
|  | |
|  | tribù Heliantheae, Madieae, Perityleae, Eupatorieae, Polymnieae e Millerieae                                                                                           |
|  | |
|  | tribù Neurolaeneae, Tageteae, Bahieae e Chaenactideae |
|  | |

|  | tribù Heliantheae, Madieae, Perityleae, Eupatorieae, Polymnieae e Millerieae |
|  |                                                                              |
|  | tribù Neurolaeneae, Tageteae, Bahieae e Chaenactideae                        |
|  |                                                                              |

|  | \| \| sottotribù Gaillardiinae \| \| \| \| \| \| sottotribù Tetraneurinae \| \| \| \| |
|  |                                                                                       |
|  | sottotribù Plateileminae                                                              |
|  |                                                                                       |
|  | sottotribù Gaillardiinae                                                              |
|  |                                                                                       |
|  | sottotribù Tetraneurinae                                                              |
|  |                                                                                       |

|  | sottotribù Gaillardiinae |
|  |                          |
|  | sottotribù Tetraneurinae |
|  |                          |

|  | \| \| sottotribù Gaillardiinae \| \| \| \| \| \| sottotribù Tetraneurinae \| \| \| \| |
|  |                                                                                       |
|  | sottotribù Plateileminae                                                              |
|  |                                                                                       |
|  | sottotribù Gaillardiinae                                                              |
|  |                                                                                       |
|  | sottotribù Tetraneurinae                                                              |
|  |                                                                                       |

|  | sottotribù Gaillardiinae |
|  |                          |
|  | sottotribù Tetraneurinae |
|  |                          |

|  | \| \| sottotribù Gaillardiinae \| \| \| \| \| \| sottotribù Tetraneurinae \| \| \| \| |
|  |                                                                                       |
|  | sottotribù Plateileminae                                                              |
|  |                                                                                       |
|  | sottotribù Gaillardiinae                                                              |
|  |                                                                                       |
|  | sottotribù Tetraneurinae                                                              |
|  |                                                                                       |

|  | sottotribù Gaillardiinae |
|  |                          |
|  | sottotribù Tetraneurinae |
|  |                          |

|  | \| \| sottotribù Gaillardiinae \| \| \| \| \| \| sottotribù Tetraneurinae \| \| \| \| |
|  |                                                                                       |
|  | sottotribù Plateileminae                                                              |
|  |                                                                                       |
|  | sottotribù Gaillardiinae                                                              |
|  |                                                                                       |
|  | sottotribù Tetraneurinae                                                              |
|  |                                                                                       |

|  | sottotribù Gaillardiinae |
|  |                          |
|  | sottotribù Tetraneurinae |
|  |                          |

|  | \| \| tribù Heliantheae, Madieae, Perityleae, Eupatorieae, Polymnieae e Millerieae \| \| \| \| \| \| tribù Neurolaeneae, Tageteae, Bahieae e Chaenactideae \| \| \| \| |
|  | |
|  | tribù Coreopsideae |
|  | |
|  | tribù Heliantheae, Madieae, Perityleae, Eupatorieae, Polymnieae e Millerieae                                                                                           |
|  | |
|  | tribù Neurolaeneae, Tageteae, Bahieae e Chaenactideae |
|  | |

|  | tribù Heliantheae, Madieae, Perityleae, Eupatorieae, Polymnieae e Millerieae |
|  |                                                                              |
|  | tribù Neurolaeneae, Tageteae, Bahieae e Chaenactideae                        |
|  |                                                                              |

|  | \| \| sottotribù Gaillardiinae \| \| \| \| \| \| sottotribù Tetraneurinae \| \| \| \| |
|  |                                                                                       |
|  | sottotribù Plateileminae                                                              |
|  |                                                                                       |
|  | sottotribù Gaillardiinae                                                              |
|  |                                                                                       |
|  | sottotribù Tetraneurinae                                                              |
|  |                                                                                       |

|  | sottotribù Gaillardiinae |
|  |                          |
|  | sottotribù Tetraneurinae |
|  |                          |

|  | \| \| sottotribù Gaillardiinae \| \| \| \| \| \| sottotribù Tetraneurinae \| \| \| \| |
|  |                                                                                       |
|  | sottotribù Plateileminae                                                              |
|  |                                                                                       |
|  | sottotribù Gaillardiinae                                                              |
|  |                                                                                       |
|  | sottotribù Tetraneurinae                                                              |
|  |                                                                                       |

|  | sottotribù Gaillardiinae |
|  |                          |
|  | sottotribù Tetraneurinae |
|  |                          |

|  | \| \| sottotribù Gaillardiinae \| \| \| \| \| \| sottotribù Tetraneurinae \| \| \| \| |
|  |                                                                                       |
|  | sottotribù Plateileminae                                                              |
|  |                                                                                       |
|  | sottotribù Gaillardiinae                                                              |
|  |                                                                                       |
|  | sottotribù Tetraneurinae                                                              |
|  |                                                                                       |

|  | sottotribù Gaillardiinae |
|  |                          |
|  | sottotribù Tetraneurinae |
|  |                          |

|  | \| \| sottotribù Gaillardiinae \| \| \| \| \| \| sottotribù Tetraneurinae \| \| \| \| |
|  |                                                                                       |
|  | sottotribù Plateileminae                                                              |
|  |                                                                                       |
|  | sottotribù Gaillardiinae                                                              |
|  |                                                                                       |
|  | sottotribù Tetraneurinae                                                              |
|  |                                                                                       |

|  | sottotribù Gaillardiinae |
|  |                          |
|  | sottotribù Tetraneurinae |
|  |                          |

|  | \| \| tribù Heliantheae, Madieae, Perityleae, Eupatorieae, Polymnieae e Millerieae \| \| \| \| \| \| tribù Neurolaeneae, Tageteae, Bahieae e Chaenactideae \| \| \| \| |
|  | |
|  | tribù Coreopsideae |
|  | |
|  | tribù Heliantheae, Madieae, Perityleae, Eupatorieae, Polymnieae e Millerieae                                                                                           |
|  | |
|  | tribù Neurolaeneae, Tageteae, Bahieae e Chaenactideae |
|  | |

|  | tribù Heliantheae, Madieae, Perityleae, Eupatorieae, Polymnieae e Millerieae |
|  |                                                                              |
|  | tribù Neurolaeneae, Tageteae, Bahieae e Chaenactideae                        |
|  |                                                                              |

|  | \| \| sottotribù Gaillardiinae \| \| \| \| \| \| sottotribù Tetraneurinae \| \| \| \| |
|  |                                                                                       |
|  | sottotribù Plateileminae                                                              |
|  |                                                                                       |
|  | sottotribù Gaillardiinae                                                              |
|  |                                                                                       |
|  | sottotribù Tetraneurinae                                                              |
|  |                                                                                       |

|  | sottotribù Gaillardiinae |
|  |                          |
|  | sottotribù Tetraneurinae |
|  |                          |

|  | \| \| sottotribù Gaillardiinae \| \| \| \| \| \| sottotribù Tetraneurinae \| \| \| \| |
|  |                                                                                       |
|  | sottotribù Plateileminae                                                              |
|  |                                                                                       |
|  | sottotribù Gaillardiinae                                                              |
|  |                                                                                       |
|  | sottotribù Tetraneurinae                                                              |
|  |                                                                                       |

|  | sottotribù Gaillardiinae |
|  |                          |
|  | sottotribù Tetraneurinae |
|  |                          |

|  | \| \| sottotribù Gaillardiinae \| \| \| \| \| \| sottotribù Tetraneurinae \| \| \| \| |
|  |                                                                                       |
|  | sottotribù Plateileminae                                                              |
|  |                                                                                       |
|  | sottotribù Gaillardiinae                                                              |
|  |                                                                                       |
|  | sottotribù Tetraneurinae                                                              |
|  |                                                                                       |

|  | sottotribù Gaillardiinae |
|  |                          |
|  | sottotribù Tetraneurinae |
|  |                          |

|  | \| \| sottotribù Gaillardiinae \| \| \| \| \| \| sottotribù Tetraneurinae \| \| \| \| |
|  |                                                                                       |
|  | sottotribù Plateileminae                                                              |
|  |                                                                                       |
|  | sottotribù Gaillardiinae                                                              |
|  |                                                                                       |
|  | sottotribù Tetraneurinae                                                              |
|  |                                                                                       |

|  | sottotribù Gaillardiinae |
|  |                          |
|  | sottotribù Tetraneurinae |
|  |                          |

Nell'ambito della sottofamiglia delle Asteroideae, da un punto di vista evolutivo, la tribù Helenieae occupa una posizione relativamente centrale
I caratteri diagnostici per questa tribù sono i seguenti:
- le foglie sono a disposizione alterna;
- il ricettacolo di solito è privo di pagliette;
- le corolle dei fiori del raggio sono marcatamente lobate;
- gli stigmi sono troncati;
- gli acheni non sono carbonizzati;
- il pappo è formato soprattutto da squame o scaglie.

Un recente studio sulle specie della tribù Helenieae propone di descrivere i generi Pelucha, Psathyrotes e Trichoptilium, attualmente compresi nella sottotribù Psathyrotinae B.G. Baldwin, 2000, all'interno della sottotribù Marshalliinae H. Rob., 1978; diventando così Psathyrotinae sinonimo di Marshalliinae.

### Composizione della tribù
La tribù " Helenieae" comprende 5 sottotribù, 14 generi e 118 specie.
| Sottotribù                       | Nr. genere                            | Nr. specie                                     | Distribuzione                                                                             | Caratteri più significativi | Fiori |
| -------------------------------- | ------------------------------------- | ---------------------------------------------- | ----------------------------------------------------------------------------------------- | --- | ----- |
| Gaillardiinae Less., 1831        | 3                                     | 57                                             | America                                                                                   | Le brattee dell'involucro sono riflesse. - Il ricettacolo a volte è spinoso. - Le venature dei lobi delle corolle s'incontrano all'apice delle stesse. - I fiori del raggio sono femminili o neutri con corolle che in genere non persistono ai frutti. |       |
| Marshalliinae H. Rob., 1978      | Un genere: Marshallia Schreb., 1791   | 9                                              | Messico del nord-est e USA meridionali (parte orientale)                                  | Il ricettacolo è provvisto completamente di pagliette. - Il pappo è formato da scaglie erose, a forma da sub-quadrata a ovata con apici aristati o acuminati.                                                                                           |       |
| Plateileminae B.G.Baldwin, 2000  | Un genere: Plateilema Cockerell, 1904 | Una specie: Plateilema palmeri Cockerell, 1904 | Dal Messico (aree del nord-ovest) al Texas (USA)                                          | Il ricettacolo è privo di pagliette, se sono presenti si trovano solamente ai suoi margini. - I margini dei lobi della corolla sono venati; le venature non sono fusi insieme all'apice.                                                                |       |
| Psathyrotinae B.G. Baldwin, 2000 | 3                                     | 5                                              | Messico e USA (ambienti desertici del Nord America occidentale)                           | Il pappo è formato da setole qualche volta connate alla base |       |
| Tetraneurinae Rydb., 1915        | 6                                     | 46                                             | Messico del nord e USA meridionale (zone temperate secche con habitat aridi o semi-aridi) | Le brattee sono erette all'antesi. - Le venature delle corolle s'incontrano agli apici dei lobi. - Le appendici delle antere sulla faccia abassiale sono ricoperte da tricomi ghiandolari.                                                              |       |

### Chiavi per le sottotribù
Per meglio comprendere ed individuare i vari gruppi della tribù, l'elenco seguente utilizza in parte il sistema delle chiavi analitiche (vengono cioè indicate solamente quelle caratteristiche utili a distingue un gruppo dall'altro)

- 1A: il pappo è formato da setole qualche volta connate alla base;

sottotribù Psathyrotinae.
- 1B: il pappo è formato da scaglie erose, a forma da subquadrata a ovata con apici aristati o acuminati, oppure è assente;

- 2A: il ricettacolo è provvisto completamente di pagliette;

sottotribù Marshalliinae.
- 2B: il ricettacolo è privo di pagliette, se sono presenti si trovano solamente ai suoi margini;

- 3A: i margini dei lobi della corolla sono venati; le venature non sono fusi insieme all'apice;

sottotribù Plateileminae.
- 3B: i margini dei lobi della corolla sono venati e fusi insieme agli apici;

- 4A: le brattee sono ripiegate all'antesi, se erette, allora la faccia abassiale delle appendici delle antere sono ricoperte di tricomi ghiandolari;

sottotribù Gaillardiinae.
- 4B: le brattee sono erette all'antesi;

sottotribù Tetraneurinae.